# Jordi Gracia
Jordi Gracia García (Barcelona, 1965) es un profesor de literatura española contemporánea y ensayista español. Catedrático de literatura española en la Universidad de Barcelona, ejerce la crítica literaria y cultural en diversos periódicos de Barcelona y de Madrid.

## Trayectoria
Jordi Gracia estudió Filología en la Universidad de Barcelona, donde ha desarrollado una destacada carrera universitaria, culminada con la obtención de la cátedra de literatura española en la citada Universidad.
Su trabajo doctoral apareció originariamente en Toulouse, en 1996, con el título Estado y cultura. El despertar de una conciencia crítica bajo el franquismo; años después lo revisó y amplió para su publicación en España.
En su formación intelectual han influido profesores como Manuel Aznar Soler, especialista en el exilio republicano, o figuras de la generación anterior como José Carlos Mainer, Javier Pradera y Gonzalo Pontón.
Ha escrito habitualmente en la prensa, en castellano y en catalán: El Periódico de Cataluña, La Vanguardia y últimamente, sobre todo, en El País. Sus artículos en este diario desbordan en ocasiones el campo literario-intelectual, para abordar otras preocupaciones actuales como la situación de las humanidades (que no considera catastróficamente), las reivindicaciones catalanas, o ciertas cuestiones políticas.

## Obra
Gracia publicó las antologías Crónica de una deserción. Ideología y literatura en la prensa universitaria del franquismo, 1940-1960 (1994); y El ensayo español. Los contemporáneos (1996), años después reelaborado con Domingo Ródenas. 
Ha realizado contribuciones a la historia de la literatura reciente, como Los nuevos nombres, 1975-2000 (tomo 9/1 de la Historia y crítica de la Literatura Española, dirigida por Francisco Rico). Y ha preparado ediciones de obras y autores contemporáneos como Arde el mar, de Pere Gimferrer (1994);  Obras, de Mauricio Bacarisse (2004); Epistolario, 1919-1939 y cuadernos privados de Benjamín Jarnés, con Domingo Ródenas;  Variaciones de un filósofo, antología del profesor de filosofía exiliado José Ferrater Mora (2005), pensador al que admira por su entereza; y La experiencia literaria y otros ensayos, del intelectual mexicano Alfonso Reyes, para la Fundación Santander Central Hispano (2009).
Capítulo aparte merece su atención a la figura de Dionisio Ridruejo, a quien ha dedicado cuatro libros: Materiales para una biografía (2005), El valor de la disidencia. Epistolario inédito de Dionisio Ridruejo (2007), La vida rescatada de Dionisio Ridruejo (2008) y Cartas íntimas desde el exilio (2012), este último en colaboración con Jordi Amat, donde recoge el epistolario enviado a su esposa, Gloria de Ros. Ridruejo le parece hombre de valía porque "asume como responsabilidad ética y biográfica sus errores políticos de juventud y primera madurez, y dibuja así una trayectoria infrecuentísima de reparación: su capacidad analítica, su veracidad ética, su integridad moral y su don de prosa cristalizan en una figura histórica muy rara. Y además se murió sin poder disfrutar de nada de lo que contribuyó a reparar".
El historiador Santos Juliá lo consideró "el mejor conocedor de la vida intelectual española durante el régimen de Franco". En esa línea, publicó La resistencia silenciosa (2004), donde abordó, entre otras cosas, la percepción del exilio español desde el interior. Y asimismo A la intemperie. Exilio y cultura en España (2010), donde recuperó conductas y sentimientos de exiliados españoles, aclimatados a sus destinos, y señalaba sus rutas de retorno a través de cartas, libros y documentos desde 1939.
De 2011 es su panfleto El intelectual melancólico, una reacción contra las distorsiones culturales del presente hechas por análisis catastrofistas. Y en 2012 publicó Burgesos imperfectes, sobre la ética de la heterodoxia en las letras catalanas contemporáneas. Este ensayo pretende restituir el carácter ágil y escéptico, irónico y disidente de un grupo de escritores catalanes del siglo XX: desde Josep Pla, Gaziel o Puig i Ferreter hasta Joan Oliver, Ferrater Mora o Joan Ferraté, quitándoles la capa de ortodoxia y situándolos junto con J. Mª. Castellet, Pere Gimferrer o Joan Margarit. Para Gracia, unos y otros ofrecen una heterodoxia ejemplar, hecha de independencia y de valentía.
En 2014 se hizo cargo para la colección de biografías "Españoles eminentes" del volumen correspondiente a José Ortega y Gasset, para el cual se basó en una abundante documentación, sobre todo del epistolario del pensador español.
Tras varios años de trabajo, en 2016 publicó un libro que se salía del ámbito habitual de sus estudios: una biografía de Cervantes, lleno de pasión indagadora, Miguel de Cervantes. La conquista de la ironía (2016).

## Libros
- Crónica de una deserción. Ideología y literatura en la prensa universitaria del franquismo, 1940-1960, PPU, 1994, antología.
- El ensayo español. Los contemporáneos, Crítica, 1996; antología ampliada en 2009 con Domingo Ródenas
- Estado y cultura. El despertar de una conciencia crítica bajo el franquismo (or. Toulouse, 1996), Anagrama.
- Los nuevos nombres, 1975-2000, Crítica, 2000.
- Hijos de la razón. Contraluces de la libertad en las letras españolas de la democracia, Edhasa, 2001
- La España de Franco. Cultura y vida cotidiana, Síntesis, 2001; con M. Á. Ruiz Carnicer.
- La resistencia silenciosa. Fascismo y cultura en España, Anagrama, 2004; Premio Anagrama de Ensayo de 2004 y Premio Caballero Bonald, 2005. Reeditado en 2014.
- La llegada de los bárbaros. La recepción de la narrativa hispanoamericana en España, 1960-1981, Barcelona, Edhasa, 2004, antología con Joaquín Marco.
- La vida rescatada de Dionisio Ridruejo, Anagrama, 2008.
- Más es más: sociedad y cultura en la España democrática, 1986-2008, Iberoamericana 2009 ISBN 978-84-8489-461-2, con Ródenas de Moya
- Prólogo a Alfonso Reyes, La experiencia literaria y otros ensayos, Obra fundamental de la FSCH, 2009.
- A la intemperie. Exilio y cultura en España, Anagrama, 2010 ISBN 978-84-339-6301-7
- Derrota y restitución de la modernidad, 1939-2010: Historia literatura española, 7, Crítica, 2011, con Domingo Ródenas
- El intelectual melancólico. Un panfleto, Anagrama, 2011 ISBN 978-84-339-6333-8
- Cartas íntimas desde el exilio, Fundación BS, Cuadernos de Obra Fundamental, con Jordi Amat (edición del epistolario de Ridruejo), 2012 ISBN 978-84-92543-37-3
- Burgesos imperfectes. L'ètica de l'heterodòxia a les lletres catalanes del segle XX, La Magrana, 2012. Hay traducción castellana
- José Ortega y Gasset, Taurus, 2014.
- Miguel de Cervantes. La conquista de la ironía, Taurus, 2016.
- Javier Pradera. Itinerario de un editor, Trama editorial, 2017.
- Contra la izquierda. Para seguir siendo de izquierdas en el siglo XXI, ed nuevos cuadernos Anagrama, 2018 ISBN 978-84-339-1621-1
- Javier Pradera o el poder de la izquierda, Anagrama, 2019.